# Autrígons
Els autrígons (llatí Autrigones) foren un poble probablement celta o celtitzat i més tard iberitzat de la província romana de la Tarraconense, que ocupava la part oriental de Cantàbria, occidental de les províncies actuals de Biscaia i Àlaba, i una part de Burgos fins a Briviesca. Eren probablement d'origen càntabre. La zona de la costa comprenia la desembocadura del Nerva o Nervión (que possiblement era el seu límit oriental).
Tenien al sud els turmogues (província actual de Burgos) i els berons (actual La Rioja); a l'est els caristis; i a l'oest els càntabres.
Entre les seves ciutats, destaquen Uxama Barca (avui Osma de Valdegobia), Virovesca (avui Briviesca) i Segisamunolum (possiblement Cerezo, a la riba del riu Tirón), que era una mansió de la via de Saragossa a Astorga. Virovesca és esmentada en l'Itinerari d'Antoní com Verovesca, i Ptolemeu l'esmenta com Viruesca, Virdubesca, Vuruesca i Burbesca; Plini li diu Virovesca o Virivesca. Plini esmenta també com a pertanyent a aquest poble la ciutat de Tritium, que podria estar a la zona d'unió dels territoris de vàrduls, caristis i autrígons. A la costa posseïen Portus Ammanus (més tard colònia Flaviobriga), que podria tractar-se de Bilbao o de Castro Urdiales, que Ptolemeu dona com a capital dels autrígons, però Plini la fa capital dels vàrduls. En total, els autrígons tenien deu pobles. Els autrígons eren probablement el poble que Estrabó anomena com allotrigi.
Es creu que van arribar a la costa ocupant el territori dels origèvons, probablement una tribu càntabra, després de la derrota en la guerra contra Roma.
Aquest poble fou superficialment romanitzat i al segle V es van barrejar amb els vascons que vivien a l'est i que van emigrar cap a les seves terres, la llengua i cultura dels quals va prevaldre des de llavors.